# Captain America: Civil War – Original Motion Picture Soundtrack
Captain America: Civil War – Original Motion Picture Soundtrack là album nhạc nền phim cho phim điện ảnh Captain America: Nội chiến siêu anh hùng (2016) của Marvel Studios. Album do Henry Jackman biên soạn và được hãng Hollywood Records phát hành vào ngày 6 tháng 5 năm 2016.

## Bối cảnh
Tháng 8 năm 2014, hai anh em đạo diễn Anthony và Joe Russo cho biết Henry Jackman, nhà soạn nhạc của Captain America 2: Chiến binh mùa đông, tiếp tục trở lại thực hiện phần nhạc nền cho Captain America: Nội chiến siêu anh hùng. Jackman lưu ý rằng các chất liệu từ nhạc phẩm "The Winter Soldier" từ nhạc phim Captain America 2: Chiến binh mùa đông chính là thứ giúp định hướng cho phần nhạc nền của Captain America: Nội chiến siêu anh hùng. Anh cho rằng phần phim này có tông nền hoàn toàn khác so với phần phim trước đó, đòi hỏi Captain America: Nội chiến siêu anh hùng cần phải có phần nhạc nền đậm tính giao hưởng hơn. Điều này thể hiện rõ nhất ở trận chiến cuối cùng giữa Captain America, Chiến binh Mùa đông và Người Sắt, âm nhạc cho phân đoạn này được Jackman miêu tả như "một chút gì đó ca kịch và... gần như là cổ điển trong phong cách". Dù Jackman có biên khúc và phát triển các bản nhạc chủ đề của anh cho Captain America và Chiến binh Mùa đông từ phần phim trước, và giới thiệu những nét chủ đạo cho các nhân vật mới như Người Nhện, Black Panther và Zemo, anh cũng rất thận trọng để tránh việc đẩy khán giả nghiêng về một phe của cuộc mâu thuẫn bằng việc sử dụng phần nhạc nền đặc thù cho một nhân vật nào đó; Jackman cũng biên soạn một bản nhạc chủ đề mới cho bộ phim để đặc tả cuộc Nội chiến, "một bản nhạc chủ đề chung để giữ cân bằng mọi thứ", "và nhờ nó mọi nhân vật đều có một sức hút riêng. Nó bao bọc lấy họ và giúp kết nối cả bộ phim hơn là các bản nhạc tạp nham không hồi kết." Jackman cũng biên soạn một bản nhạc giật gân xuất hiện cứ mỗi khi những bí ẩn xung quanh kế hoạch của Zemo bị phanh phui. Bản nhạc này được lấy cảm hứng từ các nhạc phẩm của Jerry Goldsmith.

## Danh sách bài hát
Tất cả nhạc phẩm được soạn bởi Henry Jackman.
| STT              | Nhan đề                | Thời lượng |
| ---------------- | ---------------------- | ---------- |
| 1.               | "Siberian Overture"    | 2:56       |
| 2.               | "Lagos"                | 2:10       |
| 3.               | "Consequences"         | 2:22       |
| 4.               | "Ancestral Call"       | 2:37       |
| 5.               | "Zemo"                 | 3:09       |
| 6.               | "The Tunnel"           | 3:51       |
| 7.               | "Celestial Bodies"     | 1:44       |
| 8.               | "Boot Up"              | 5:16       |
| 9.               | "A New Recruit"        | 1:47       |
| 10.              | "Stepping Up"          | 1:59       |
| 11.              | "Standoff"             | 4:01       |
| 12.              | "Civil War"            | 4:26       |
| 13.              | "Larger Than Life"     | 3:40       |
| 14.              | "Catastrophe"          | 2:36       |
| 15.              | "Revealed"             | 5:38       |
| 16.              | "Making Amends"        | 1:34       |
| 17.              | "Fracture"             | 4:00       |
| 18.              | "Clash"                | 3:54       |
| 19.              | "Closure"              | 5:32       |
| 20.              | "Cap's Promise"        | 3:46       |
| 21.              | "Adagio" (Bonus track) | 2:18       |
| Tổng thời lượng: | Tổng thời lượng:       | 69:09      |

### Âm nhạc bổ sung
Một bài hát bổ sung là "Left Hand Free" do alt-J trình bày đã được sử dụng trong bộ phim ở phân cảnh Peter Parker / Spider-Man được giới thiệu lần đầu cũng như cảnh end-credit cuối phim. Tuy nhiên bài hát này không nằm trong danh sách bài hát của album.

## Xếp hạng
| Bảng xếp hạng (2016)       | Vị trí xếp hạng cao nhất |
| -------------------------- | ------------------------ |
| Album Hoa Kỳ Billboard 200 | 168                      |